# Diving Coaster: Vanish
Diving Coaster: Vanish (jap. ダイビングコースター「バニッシュ！」, daibingu kōsutā „banisshu!“) in Yokohama Cosmoworld (よこはまコスモワールド, Yokohama kosumo wārudo) (Yokohama, Präfektur Kanagawa, Japan) ist eine Stahlachterbahn des Herstellers und Parkbetreibers Sen’yō Kōgyō, die am 18. März 1999 eröffnet wurde.
Als Besonderheit der 744,2 m langen Bahn gilt, dass die Strecke durch einen Tunnel unter Wasser führt. Sie erreicht eine Höhe von 35,1 m.

## Züge
Diving Coaster: Vanish besitzt zwei Züge mit jeweils sechs Wagen. In jedem Wagen können vier Personen (zwei Reihen à zwei Personen) Platz nehmen. Als Rückhaltesystem kommen Schulterbügel zum Einsatz.